# Argentina Glacier
Argentina Glacier är en glaciär i Antarktis. Den ligger i Sydshetlandsöarna. Argentina, Chile och Storbritannien gör anspråk på området. Argentina Glacier ligger 108 meter över havet.
Terrängen runt Argentina Glacier är varierad. Havet är nära Argentina Glacier västerut. Trakten är glest befolkad. Närmaste befolkade plats är St. Kliment Ohridski Base, 5,2 kilometer nordost om Argentina Glacier. 